# Jan Rybka
Jan Szczepan Rybka (ur. 26 grudnia 1896 w Warszawie) – kapitan saperów Wojska Polskiego, inżynier, obserwator balonowy, uczestnik wojny polsko-ukraińskiej i wojny polsko-bolszewickiej, kawaler Orderu Virtuti Militari.

## Życiorys
Syn Władysława i Kamilli z Wojakowskich. W 1916 roku uzyskał maturę w Szkole Filologicznej im. Emiliana Konopczyńskiego w Warszawie i rozpoczął studia na Wydziale Inżynierii Lądowej Politechniki Warszawskiej.
Po odzyskaniu niepodległości przez Polskę zgłosił się 10 listopada 1918 roku do służby w odrodzonym Wojsku Polskim. Otrzymał przydział do 36 pułku piechoty Legii Akademickiej. Od 1 stycznia 1919 roku walczył na froncie wojny polsko-ukraińskiej. 23 maja został skierowany na przeszkolenie do Oficerskiej Szkoły Aeronautycznej w Poznaniu. Po ukończeniu szkolenia został 23 października zatrudniony jako referent w sekcji organizacyjnej Departamentu III Żeglugi Powietrznej. W związku z zapotrzebowaniem na oficerów lotnictwa w jednostkach bojowych został 11 czerwca 1920 roku wcielony do II baonu aeronautycznego i w jego składzie wziął udział w wojnie polsko-bolszewickiej.
W tej jednostce pełnił funkcję dowódcy plutonu, następnie kompanii oraz baonu. 2 sierpnia 1920 roku wyróżnił się podczas walk w rejonie Kozak i Bindug. Po śmierci dowódcy batalionu objął dowództwo i przeprowadził skuteczny kontratak na oddziały Armii Czerwonej, które zostały zmuszone do wycofania się na drugi brzeg Bugu. Za ten czyn został odznaczony Krzyżem Srebrnym Orderu Wojskowego Virtuti Militari.
17 listopada został mianowany adiutantem szefa aeronautyki. 2 listopada 1921 roku został urlopowany celem ukończenia przerwanych studiów. W lipcu 1924, w związku z reorganizacją Wojsk Balonowych, został przeniesiony z II baonu aeronautycznego do 4 pułku lotniczego w Toruniu z pozostawieniem na odkomenderowaniu na Politechnice Warszawskiej. We wrześniu 1925 został przeniesiony do korpusu oficerów inżynierii i saperów z równoczesnym wcieleniem do batalionu mostowego i jednocześnie pozostawieniem „na odkomenderowaniu na studiach”. W 1926 ukończył studia i otrzymał dyplom inżyniera dróg i mostów. Z dniem 1 marca 1926 został przeniesiony do kadry oficerów korpusu saperów i przydzielony do Centralnych Zakładów Zaopatrzenia Saperów. 12 kwietnia 1927 roku został mianowany kapitanem ze starszeństwem z 1 stycznia 1927 roku i 11. lokatą w korpusie oficerów inżynierii i saperów. Następnie pełnił służbę w 5 Okręgowym Szefostwie Budownictwa w Krakowie. Z dniem 31 grudnia 1929 został przeniesiony w stan spoczynku.
Po zakończeniu służby wojskowej rozpoczął pracę w Ministerstwie Robót Publicznych, a następnie pracował jako kierownik Powiatowego Zarządu Drogowego w Sierpcu.
W 1934 roku, jako oficer stanu spoczynku pozostawał w ewidencji Powiatowej Komendy Uzupełnień Warszawa Powiat. Posiadał przydział do Oficerskiej Kadry Okręgowej Nr I. Był wówczas „w dyspozycji dowódcy Okręgu Korpusu Nr I”.
Dalsze jego losy nie są znane.

## Ordery i odznaczenia
Za swą służbę w Wojsku Polskim został odznaczony:
- Krzyżem Srebrnym Orderu Wojskowego Virtuti Militari nr 400 – 19 września 1922[8],
- Krzyżem Walecznych.